# Tygiel językowy
Tygiel językowy – obszar lub terytorium (zwykle jakiegoś kraju), gdzie na skutek gwałtownej migracji osadników wywodzących się z różnych kultur gwałtownie mieszają się gwary, języki, sposoby i formy ich wymowy. W wyniku takiego przyspieszonego procesu może powstać nowy dialekt, nowa forma przejściowa lub standard literacki danego języka, a w skrajnym przypadku nawet nowy język.

## Polski tygiel językowy

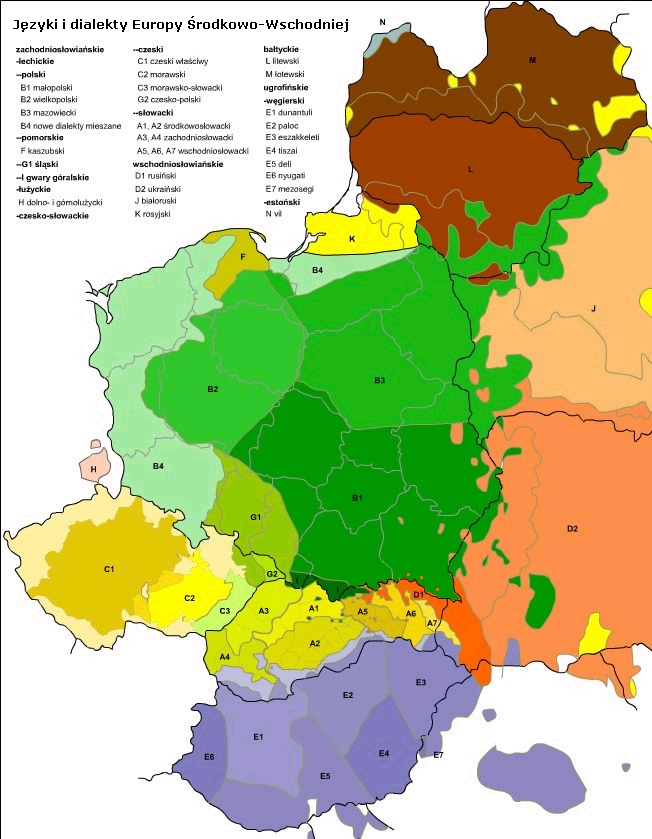
Języki i dialekty Europy Środkowo-Wschodniej – Obszar B4 oznaczony kolorem jasnozielonym – nowe dialekty mieszane, stanowi teren polskiego tygla językowego

W pierwszych latach po II wojnie światowej nowe Ziemie Odzyskane Polski, zwłaszcza miasta takie jak Szczecin i Wrocław, zostały zasiedlone głównie przez ludność pochodzącą z Kresów Wschodnich, wschodniej i centralnej Polski. Ludność ta w początkowym okresie posługiwała się językiem polskim, który cechował się dużą liczbą wyrażeń gwarowych i naleciałości charakterystycznych dla obszarów rodzinnych osadników. W okresie ostatniego półwiecza na tym terenie dokonało się ogromne ujednolicenie języka. Według badań dokonanych w latach 90. XX wieku obecni mieszkańcy Szczecina (obok mieszkańców Wrocławia) posługują się polszczyzną najbardziej zbliżoną do języka literackiego spośród wszystkich mieszkańców Polski.